# 蒲田重武
蒲田 重武（かまた しげたけ）は、戦国時代から江戸時代初期の武将。後北条氏家臣、のちに土井利勝家臣。江戸蒲田氏の当主。正室は梶原景信の娘。

## 概要
蒲田重武は足利義氏の命により左京亮に任じられたほか、北条氏直に仕えて神奈川の戦で功績を挙げ、氏直から感状並びに加恩を賜わったとされる。豊臣秀吉による小田原征伐を受けて後北条氏が滅びると徳川氏譜代・土井氏の家臣となり、慶長19年（1614年）の大坂冬の陣では、土井利勝に従って子の重吉とともに従軍し、帰陣後に禄百石を賜りその時名を重康と改名
子孫は土井家を去り、相馬中村藩重臣として続いた。